# Ōfunato
Ōfunato (大船渡市, Ōfunato-shi) est une ville située dans la préfecture d'Iwate, au Japon.

## Géographie

### Situation
Ōfunato est située dans le sud-est de la préfecture d'Iwate. Elle est bordée par l'océan Pacifique à l'est.

### Municipalités limitrophes
| Sumita        | Kamaishi        | Kamaishi        |
| Rikuzentakata | Ōfunato         | océan Pacifique |
| Rikuzentakata | océan Pacifique | océan Pacifique |

### Démographie
En décembre 2019, la population d'Ōfunato s'élevait à 35 849 habitants, répartis sur une superficie de 322,51 km2.

### Climat
Ōfunato a un climat continental humide bordant un climat océanique avec des étés chauds et des hivers froids. La température annuelle moyenne est de 8,4 °C. Les précipitations annuelles moyennes sont de 1 472 millimètres, avec septembre comme mois le plus humide et janvier comme mois le plus sec,.

## Histoire
Le village d'Ōfunato a été créé le 1er avril 1889. Il devient un bourg le 1er avril 1932, puis une ville le 1er avril 1952. Le 15 novembre 2001, le bourg de Sanriku (du district de Kesen) est absorbé par la ville.
Au cours de son histoire, Ōfunato a subi plusieurs tsunamis majeurs causés par les séismes de 1896 et 1933 du Sanriku, le séisme de 1960 à Valdivia et le séisme de 2011 de la côte Pacifique du Tōhoku.
Un important incendie détruit plus milliers d'hectares de forêt à Ōfunato en février et mars 2025.

## Culture locale et patrimoine

### Patrimoine naturel
- Côte de Goishi

## Transports
Ōfunato est desservie par la ligne Rias de la compagnie Santetsu, ainsi que par les bus de remplacement de la ligne  Ōfunato.
La ville possède un port.

## Jumelage
Ōfunato est jumelée avec Palos de la Frontera en Espagne.

## Personnalité liée à la ville
- Shirō Asano (né en 1948), homme politique